# كورتيس بلايدز
كورتيس بلايدز (بالإنجليزية: Curtis Blaydes؛ مواليد 18 فبراير 1991) هو مُقاتل فنون قتالية مختلطة أمريكي. يُنافس في الوزن الثقيل في يو إف سي. كان بلايدز محترفًا منذ عام 2014، وكان يُنافس سابقًا لصالح بطولة القتال التراثية. اعتبارًا من 30 أبريل 2024، احتل المركز الرابع في تصنيفات الوزن الثقيل في يو إف سي.

## الخلفية
ولد بلايدز في نابرفيل، إلينوي، ونشأ في شيكاغو القريبة مع أشقائه الأربعة الآخرين. بدأ المصارعة لصالح معهد دي لا سال، وفاز بلقب الولاية في سنته الأخيرة بينما جمع أيضًا سجلًا خاليًا من الهزائم 44–0. خلال سنواته الأربع، جمع بلايدز سجلًا إجماليًا 95–18 مع 121 إسقاطًا. لعب بلايدز أيضًا كرة القدم الأمريكية لصالح دي لا سال كطرف دفاعي. حصل لاحقًا على منحة دراسية كاملة للمصارعة في جامعة شمال إلينوي. بعد أن حقق رصيد 9–2 كطالب جديد في جامعة شمال إلينوي، انتقل إلى كلية هاربر. في هاربر، فاز بلايدز ببطولة الرابطة الوطنية لألعاب القوى للكليات الجامعية الوطنية كطالب في السنة الثانية. بعد أن بدأ القتال في فنون القتال المختلطة للهواة، ترك بلايدز المدرسة للتركيز على مهنة في فنون القتال المختلطة.
كان بلايدز بطلاً للهواة في الاتحاد الدولي للكيك بوكسينج.

## مسيرته في فنون القتال المختلطة

### مسيرته المبكرة
حقق بلايدز رصيد للهواة 8–0 قبل أن يتحول إلى الاحتراف في عام 2014. ثم حقق رصيد 5–0، وكانت جميع انتصاراته عن طريق الضربة الفنية القاضية، قبل أن يوقع مع يو إف سي.

### يو إف سي
واجه بلايدز توم أسبينال في نزال العودة على لقب بطولة يو إف سي للوزن الثقيل المؤقت في 27 يوليو 2024 في حدث يو إف سي 304. خسر القتال بالضربة القاضية بعد دقيقة واحدة من الجولة الأولى.

## حياته الشخصية
لدى بلايدز ابنة اسمها هارلي.

## البطولات والإنجازات

### فنون القتال المختلطة
- يو إف سي
  - أداء الليلة (أربع مرات) ضد كودي إيست، أليستير أوفيريم، كريس دوكوس وجيلتون ألميدا[14][15][16][17]
  - أكبر عدد من عمليات الإنزال في تاريخ فئة الوزن الثقيل في يو إف سي (62)[18]
  - أطول وقت سيطرة في تاريخ فئة الوزن الثقيل في يو إف سي (1:20:06)[18]
  - أطول وقت في المركز الأعلى في تاريخ فئة الوزن الثقيل في يو إف سي (1:06:00)[18]
  - أكبر عدد من عمليات الإنزال في قتال واحد في تاريخ فئة الوزن الثقيل في يو إف سي (14) (ضد Alexander Volkov)[19]

### المصارعة الجامعية
- الرابطة الوطنية لألعاب القوى للكليات الجامعية
  - بطولة الرابطة الوطنية لألعاب القوى للكليات الجامعية الوطنية للوزن الثقيل من خلال كلية هاربر (2012)[20]
  - كل أمريكا الرابطة الوطنية لألعاب القوى للكليات الجامعية من خلال كلية هاربر (2012)[21]

## سجل فنون القتال المختلطة
| السجل المهني |        |         |
| 24 نزال      | 18 فوز | 5 خسارة |
| ضربة قاضية   | 13     | 5       |
| قرار القضاة  | 5      | 0       |
| بدون قرار    | 1      | 1       |

| النتيجة | السجل    | الخصم                | الطريقة                    | الحدث                                            | التاريخ        | الجولة | الوقت | المكان                                           | الملاحظات                                                                                              |
| ------- | -------- | -------------------- | -------------------------- | ------------------------------------------------ | -------------- | ------ | ----- | ------------------------------------------------ | --- |
| خسر     | 18–5 (1) | توم أسبينال          | ضربة قاضية (باللكمات)      | يو إف سي 304                                     | 27 يوليو 2024  | 1      | 1:00  | مانشستر، إنجلترا                                 | على لقب بطولة يو إف سي للوزن الثقيل المؤقت.                                                            |
| فاز     | 18–4 (1) | جيلتون ألميدا        | ضربة قاضية (باللكمات)      | يو إف سي 299                                     | 9 مارس 2024    | 2      | 0:36  | ميامي، فلوريدا، الولايات المتحدة                 | أداء الليلة.                                                                                           |
| خسر     | 17–4 (1) | سيرجي بافلوفيتش      | ضربة فنية قاضية (باللكمات) | يو إف سي ليلة القتال: بافلوفيتش ضد بلايدز        | 22 أبريل 2023  | 1      | 3:08  | لاس فيغاس، نيفادا، الولايات المتحدة              | |
| فاز     | 17–3 (1) | توم أسبينال          | ضربة قاضية (إصابة الركبة)  | يو إف سي ليلة القتال: بلايدز ضد أسبينال          | 23 يوليو 2022  | 1      | 0:15  | لندن، إنجلترا                                    | |
| فاز     | 16–3 (1) | كريس دوكوس           | ضربة فنية قاضية (باللكمات) | يو إف سي على إي إس بي إن: بلايدز ضد دوكوس        | 26 مارس 2022   | 2      | 0:17  | كولومبوس، أوهايو، الولايات المتحدة               | أداء الليلة.                                                                                           |
| فاز     | 15–3 (1) | جيرزينيو روزينسترويك | قرار الحكام (بالإجماع)     | يو إف سي 266                                     | 25 سبتمبر 2021 | 3      | 5:00  | لاس فيغاس، نيفادا، الولايات المتحدة              | |
| خسر     | 14–3 (1) | ديريك لويس           | ضربة قاضية (بلكمة)         | يو إف سي ليلة القتال: بلايد ضد لويس              | 20 فبراير 2021 | 2      | 1:26  | لاس فيغاس، نيفادا، الولايات المتحدة              | |
| فاز     | 14–2 (1) | ألكسندر فولكوف       | قرار الحكام (بالإجماع)     | يو إف سي على إي إس بي إن: بلايدز ضد فولكوف       | 20 يونيو 2020  | 5      | 5:00  | لاس فيغاس، نيفادا، الولايات المتحدة              | |
| فاز     | 13–2 (1) | جونیور دوس سانتوس    | ضربة فنية قاضية (باللكمات) | يو إف سي ليلة القتال: بلايدز ضد دوس سانتوس       | 25 يناير 2020  | 2      | 1:06  | رالي، كارولاينا الشمالية، الولايات المتحدة       | |
| فاز     | 12–2 (1) | شامل عبد الرحيموف    | ضربة قاضية (بمرفق ولكمة)   | يو إف سي 242                                     | 7 سبتمبر 2019  | 2      | 2:22  | أبو ظبي، الإمارات العربية المتحدة                | |
| فاز     | 11–2 (1) | جاستن ويليس          | قرار الحكام (بالإجماع)     | يو إف سي ليلة القتال: طومسون ضد بيتيس            | 23 مارس 2019   | 3      | 5:00  | ناشفيل، تينيسي، الولايات المتحدة                 | |
| خسر     | 10–2 (1) | فرانسيس نغانو        | ضربة فنية قاضية (باللكمات) | يو إف سي ليلة القتال: بلايدز ضد نغانو 2          | 24 نوفمبر 2018 | 1      | 0:45  | بكين، الصين                                      | |
| فاز     | 10–1 (1) | أليستير أوفيريم      | ضربة قاضية (بالمرفقين)     | يو إف سي 225                                     | 9 يونيو 2018   | 3      | 2:56  | شيكاغو، إلينوي، الولايات المتحدة                 | أداء الليلة.                                                                                           |
| فاز     | 9–1 (1)  | مارك هنت             | قرار الحكام (بالإجماع)     | يو إف سي 221                                     | 11 فبراير 2018 | 3      | 5:00  | برث، أستراليا                                    | |
| فاز     | 8–1 (1)  | أليكسي أولينيك       | ضربة قاضية (إيقاف الطبيب)  | يو إف سي 217                                     | 4 نوفمبر 2017  | 2      | 1:56  | مدينة نيويورك، نيويورك، الولايات المتحدة         | |
| فاز     | 7–1 (1)  | دانييل أوميلانكوك    | قرار الحكام (بالإجماع)     | يو إف سي 213                                     | 8 يوليو 2017   | 3      | 5:00  | لاس فيغاس، نيفادا، الولايات المتحدة              | |
| ب.ق     | 6–1 (1)  | آدم ميلستيد          | ب.ق (انقلبت)               | يو إف سي ليلة القتال: بيرموديز ضد الزومبي الكوري | 4 فبراير 2017  | 2      | 0:59  | هيوستن، تكساس، الولايات المتحدة                  | في الأصل كانت فوز بضربة فنية قاضية (إصابة في الركبة) لبلايدز؛ وتم إلغاؤه بعد أن ثبتت تعاطيه للمرجوانا. |
| فاز     | 6–1      | كودي إيست            | ضربة قاضية (بالمرفقين)     | يو إف سي ليلة القتال: لينيكر ضد دودسون           | 1 أكتوبر 2016  | 2      | 2:02  | بورتلاند، أوريغون، الولايات المتحدة              | أداء الليلة.                                                                                           |
| خسر     | 5–1      | فرانسيس نغانو        | ضربة قاضية (إيقاف الطبيب)  | يو إف سي ليلة القتال: روثويل ضد دوس سانتوس       | 10 أبريل 2016  | 2      | 5:00  | زغرب، كرواتيا                                    | |
| فاز     | 5–0      | لويس كورتيز          | ضربة فنية قاضية (باللكمات) | آر إف إيه 35: مويسيس ضد كاستيلو                  | 19 فبراير 2016 | 3      | 0:41  | أوريم، يوتا، الولايات المتحدة                    | |
| فاز     | 4–0      | ألين كرودر           | ضربة فنية قاضية (باللكمات) | آر دي إم إم إيه: معركة في الجنوب 10              | 10 أبريل 2015  | 2      | غ/م   | ويلمينغتون، كارولاينا الشمالية، الولايات المتحدة | |
| فاز     | 3–0      | براد فايلور          | ضربة فنية قاضية (باللكمات) | إس سي إس 23: الفداء                              | 15 نوفمبر 2014 | 2      | 0:45  | هينتون، أوكلاهوما، الولايات المتحدة              | |
| فاز     | 2–0      | وليام بابتيست        | ضربة فنية قاضية (باللكمات) | إكس إف أو 53                                     | 11 أكتوبر 2014 | 1      | 2:14  | شيكاغو، إلينوي، الولايات المتحدة                 | |
| فاز     | 1–0      | لورينزو هود          | ضربة قاضية (إيقاف الطبيب)  | إكس إف أو 51                                     | 31 مايو 2014   | 1      | 1:42  | شيكاغو، إلينوي، الولايات المتحدة                 | أول ظهور في الوزن الثقيل.                                                                              |

## سجل فنون القتال المختلطة للهواة
| سجل الهواة  |       |       |
| 5 نزال      | 5 فاز | 0 خسر |
| ضربة قاضية  | 3     | 0     |
| إخضاع       | 1     | 0     |
| قرار القضاة | 1     | 0     |

| النتيجة | السجل | الخصم        | الطريقة                    | الحدث                       | التاريخ        | الجولة | الوقت | المكان                                    | الملاحظات                                  |
| ------- | ----- | ------------ | -------------------------- | --------------------------- | -------------- | ------ | ----- | ----------------------------------------- | ------------------------------------------ |
| فاز     | 5–0   | تايلر ريس    | إخضاع (خنق مثلث الذراع)    | إكس إف أو ليلة قتال         | 21 فبراير 2014 | 1      | 0:24  | أرلينغتون هايتس، إلينوي، الولايات المتحدة |                                            |
| فاز     | 4–0   | أنطوني هارفي | قرار الحكام (بالإجماع)     | مشاجرة في القاعة 10         | 15 نوفمبر 2013 | 3      | 5:00  | جوليت، إلينوي، الولايات المتحدة           | دافع عن لقب بي أو إتش للوزن الثقيل للهواة. |
| فاز     | 3–0   | بيت جوسكا    | ضربة فنية قاضية (باللكمات) | 13 إيه إف بي سي: شجار الصيف | 13 يوليو 2013  | 1      | 2:16  | فيلا بارك، إلينوي، الولايات المتحدة       |                                            |
| فاز     | 2–0   | أنجيل كابرال | ضربة فنية قاضية (باللكمات) | مشاجرة في القاعة            | 7 يونيو 2013   | 1      | 2:16  | جوليت، إلينوي، الولايات المتحدة           | فاز بلقب بي أو إتش للوزن الثقيل للهواة.    |
| فاز     | 1–0   | روبي سترونج  | ضربة فنية قاضية (باللكمات) | بطاقة قتال ترفيهية: لا رحمة | 29 سبتمبر 2012 | 1      | 0:13  | ملروز بارك، إلينوي، الولايات المتحدة      |                                            |

## وصلات خارجية
- كورتيس بلايدز على موقع يو إف سي (الإنجليزية)
- كورتيس بلايدز على موقع شيردوغ (الإنجليزية)
- كورتيس بلايدز على موقع Tapology.com (الإنجليزية)
- كورتيس بلايدز على موقع فايت ماتريكس (الإنجليزية)
- كورتيس بلايدز على موقع إي إس بي إن (الإنجليزية)